# 神の僕
神の僕（かみのしもべ 羅: Servus Dei）とはカトリック教会における聖人の第1段階の称号。

## 概要
「神の僕」という称号はキリスト教徒がへりくだる意味として古来から用いられ、カトリック教会では聖人候補者に与えられる。
生前からキリスト者としての模範を示した対象者が死後、人物が所属した教区、修道会から「聖人にするように」と嘆願が届き、教皇庁列聖省が厳密に調査し、調査開始が宣言されると対象者は「神の僕」となり、列福調査が許可される。
神の僕が教区、修道会で調査され、教会から「英雄的聖徳」が認められると、「尊者」の称号が与えられる。
尊者が列福されるには奇跡が必要で、その中の一つが認められると、尊者は列福され「福者」となる。殉教者の場合は奇跡は不要である。
福者が聖人になるのも同様で調査が進められ、奇跡が承認されると晴れて列聖され「聖人」となる。